# هيريفورد (دائرة انتخابية في المملكة المتحدة)
هيريفورد  (بالإنجليزية: Hereford)‏ هي إحدى الدوائر الانتخابية في المملكة المتحدة الممثلة في مجلس العموم في برلمان المملكة المتحدة.
عضو البرلمان الذي يمثلها حالياً هو :Mr Paul Keetch (LD).